# Siegfried Grünwald

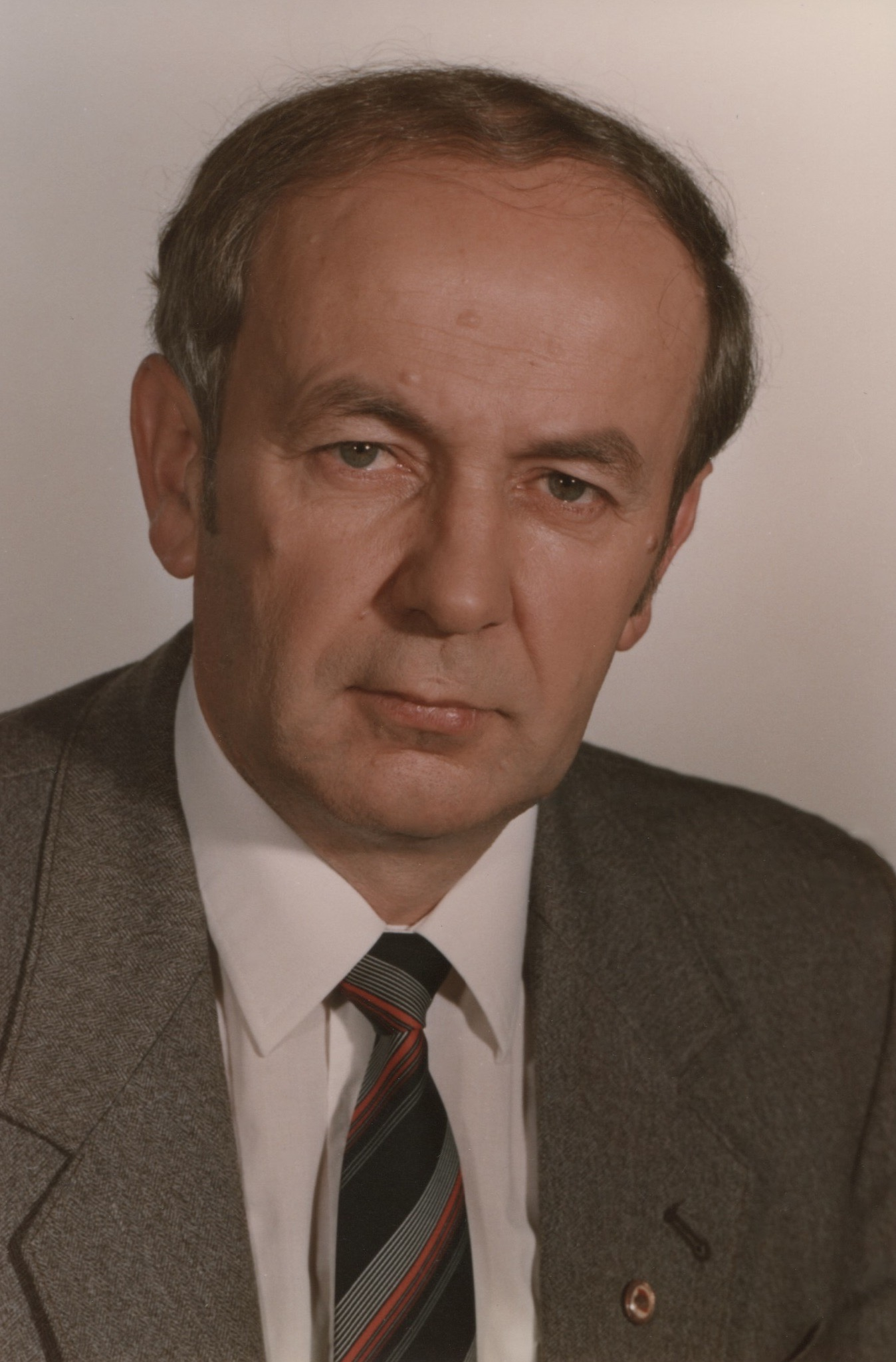
Siegfried Grünwald im Jahr 1985

Siegfried Grünwald (* 20. Mai 1938 in Loppnow, Landkreis Greifenberg i. Pom.; † 10. April 2022) war ein deutscher Politiker (SED). Er war Vorsitzender des Rates des Bezirkes Magdeburg.

## Leben
Grünwald, Sohn eines Landarbeiters und einer Hausfrau, besuchte die Grundschule in Zielitz. 1952 wurde er Mitglied der FDJ. Von 1953 bis 1955 absolvierte er eine Lehre zum Dreher und war dann bis 1957 in diesem Beruf in Magdeburg tätig, dort schloss er auch die mittleren Reife ab. Von 1957 bis 1963 verrichtete Grünwald freiwilligen Dienst bei der NVA. Er schied als Oberfeldwebel aus.
1962 trat er der SED bei. Von 1963 bis 1967 wirkte er als stellvertretender Abteilungsleiter, von 1967 bis 1969 war er Ratsmitglied und Leiter der Abteilung örtliche Versorgungswirtschaft beim Rat des Kreises Wolmirstedt. Zwischen 1965 und 1970 absolvierte er ein Fernstudium an der Ingenieurschule Plauen, das er als Ingenieurökonom Maschinenbau abschloss. Von 1969 bis 1971 war er Vorsitzender der Kreisplankommission Wolmirstedt, dann von Januar 1972 bis November 1976 Erster Stellvertreter des Vorsitzenden der Bezirksplankommission Magdeburg. Zwischen 1972 und 1977 absolvierte er ein weiteres Fernstudium diesmal an der Deutschen Akademie für Staats- und Rechtswissenschaft in Potsdam-Babelsberg mit Abschluss als Diplom-Staatswissenschaftler.
Von November 1976 bis August 1985 fungierte Grünwald als Erster Stellvertreter des Vorsitzenden des Rates des Bezirkes Magdeburg. 1982/83 studierte er an der Parteihochschule „Karl Marx“. Vom 2. September 1985 bis 11. Juni 1990 war er Vorsitzender des Rates des Bezirkes Magdeburg. Von November 1976 bis Ende Mai 1990 war er auch Abgeordneter des Bezirkstages Magdeburg. Am 24. Oktober 1985 wurde er als Mitglied in die SED-Bezirksleitung Magdeburg kooptiert und zum Mitglied des Sekretariats der SED-Bezirksleitung gewählt.
Am 18. November 1989 reichte Grünwald am Grenzübergang Zicherie/Böckwitz dem niedersächsischen Ministerpräsident Ernst Albrecht die Hand. Im Januar 1990 teilten beide in Hannover vor der Presse mit, dass für eine künftige Zusammenarbeit ein ständiger Ausschuss von Vertretern der niedersächsischen Landesregierung und des Magdeburger Bezirksrates gebildet worden sei.
Nach 1990 arbeitete Grünwald in der Produktentwicklung.

## Auszeichnungen
- Vaterländischer Verdienstorden in Bronze (1975) und in Gold (1988)[6]